# Fleischer Studios
Fleischer Studios, Inc. fue una empresa estadounidense que comenzó como un estudio de animación ubicado en 1600 Broadway, Nueva York. Fue fundada en 1921 por los hermanos Max y Dave Fleischer, quienes estuvieron a cargo de la compañía hasta que fueron despedidos por Paramount Pictures en enero de 1942. En su apogeo, fue el más significante competidor de Walt Disney Productions, y es famoso por llevar a la pantalla dibujos animados como Koko el payaso, Betty Boop, Popeye y Superman.

## Cine mudo

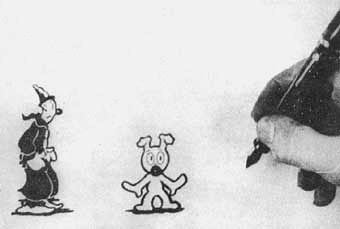
Koko el payaso.

La compañía comenzó cuando Max Fleischer inventó el rotoscopio que le permitió realizar una animación más real. Utilizando este aparato, los hermanos Fleischer obtuvieron un contrato con Bray Studio en 1919 para producir una serie llamada Out of the Inkwell donde presentaban su primer personaje, Koko el payaso. La serie se convirtió en todo un éxito, lo que les dio la confianza de crear su propio estudio en 1921.
A través de los años 1920, el estudio era uno de los principales productores de animación con un humor ingenioso y numerosas innovaciones. Estos incluían Ko-Ko Song Cartunes, dibujos animados musicales (con "The Famous Bouncing Ball"), que fue el precursor de los videos musicales; e hicieron películas educativas que explicaban cosas como la relatividad. 
El estudio incluso experimentó con películas sonoras años antes que El cantante de jazz. Los cortometrajes con sonido atrajeron poco interés, en parte debido a que la mayoría de los cines no tenían la tecnología necesaria.
El estudio usó los métodos de Lee De Forest en una docena de dibujos animados con banda sonora sincronizada, como Come Take a Trip in My Airship, Darling Nelly Gray, My Old Kentucky Home, y In the Good Old Summer Time.

## Sonido y color
Con la completa adopción de las películas con sonido en los años 1920, el estudio fue una de los pocas compañías de animación en hacer exitosamente la transición con Screen Songs, una continuación de Ko-Ko Song Cartunes. El primero de estos fue The Sidewalks of New York, estrenado el 5 de febrero de 1929. En octubre del mismo año, los Fleischer crearon una nueva serie llamada Talkartoons. Los primeros episodios casi no tenían relación unos de otros, pero un nuevo personaje, Bimbo estuvo presente en casi toda la serie. Bimbo perdió protagonismo por su novia, Betty Boop, quien rápidamente se convirtió en la estrella del estudio. Betty fue el primer personaje femenino en Estados Unidos, y reflejaba la orientación urbana y adulta de los productos del estudio.
El éxito de los hermanos Fleischer fue confirmado con la autorización de E.C.Segar para hacer una serie animada de su personaje de tira cómica, Popeye el marino. Popeye se convirtió en la serie más popular jamás producida por los Fleischer, y su éxito competía con el de la serie animada Mickey Mouse de Walt Disney.
Desafortunadamente, la fortuna del estudio comenzó a cambiar a medida que los años 1930 pasaban. En 1934, el código Hays fue promulgado en Hollywood, lo cual significaba una severa censura para las películas. Como resultado, Betty perdió en parte su sexualidad. Incluso peor, los Fleischer se veían acosados por la presión de su distribuidor, Paramount Pictures, quien les ordenó imitar el estilo y contenido de los dibujos animados de Walt Disney. El más claro ejemplo de este cambio fue su serie llamada Color Classics, que esencialmente era una copia de Silly Symphonies de Disney.

## Periodo posterior
Los esfuerzos de Fleischer Studios para imitar al estudio Disney terminaron con la producción de películas animadas, siguiendo el éxito de Blancanieves y los siete enanitos. Paramount le prestó a Fleischer el dinero para un estudio más grande, que fue construido en Miami (Florida) para aprovechar las roturas de impuestos y terminar con la actividad resultante de una huelga del sindicato en 1937. El nuevo estudio fue abierto en marzo de 1938, y comenzó la producción de su primera película, Los viajes de Gulliver, que pasó de una etapa de desarrollo a una de activa producción.

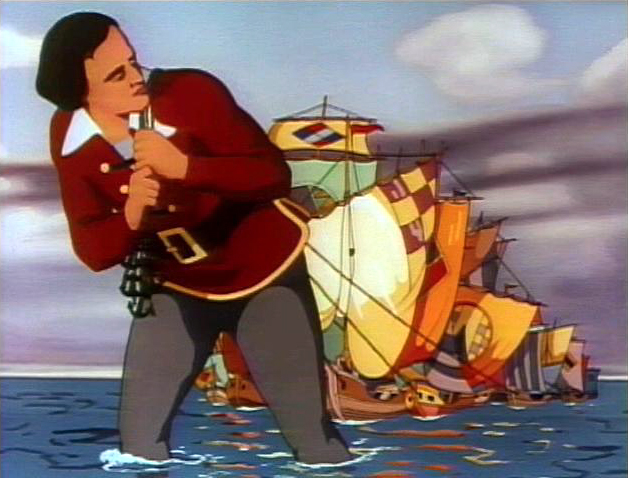
Los viajes de Gulliver.

La película fue estrenada en Navidad de 1939, y Gulliver fue presentado modestamente, aunque la calidad de la historia y animación estaban bastante alejados de lo que trataban de imitar, Blancanieves. Entre el estreno de Gulliver y la siguiente, Mr. Bug Goes to Town, los Fleischer produjeron el mejor trabajo de este periodo, una serie de gran calidad basada en el superhéroe de historietas Superman. El primer cortometraje de la serie, simplemente titulado Superman, tenía un presupuesto de $100.000 dólares, uno de los más altos para un corto, y fue nominado a los Premios Óscar.
Sin embargo, este éxito no ayudó al estudio con su problema financiero. El numeroso personal del nuevo estudio creó grandes gastos, necesitando una producción estable. Un número de los cortos fue producido durante este periodo, como la serie de Popeye y una adaptación de 1941 de Raggedy Ann y Andy, manteniendo un gran nivel de calidad. Otros, como los cortos de Stone Age y la serie de Gulliver, fueron los últimos grandes éxitos del estudio.
Como las ganancias disminuyeron, los Fleischer tuvieron que continuamente solicitar préstamos de Paramount, poniendo más y más acciones de su estudio como garantía. Además, Max y Dave Fleischer ya no tenían una relación de amistad. Paramount recibió cartas firmadas de los dos hermanos, para poder financiar la temporada 1940–1941 del estudio. El 24 de mayo de 1941, Paramount asumió un control completo de Fleischer Studios, Inc., e incorporó una nueva compañía, Famous Studios, como el sucesor de Fleischer Studios, que se mantuvo como un centro coporativo. Los Fleischer volvieron a estar a cargo de la producción a finales de 1941.
Mister Bug Goes to Town fue estrenado en diciembre de 1941. A diferencia de Gulliver, Mister Bug falló en su intento de crear impresión de cualquier tipo, y acabó rápidamente. Dave Fleischer dejó el estudio para estar a cargo del estudio de animación Screen Gems de Columbia en California. Con el cofundador de su estudio de animación trabajando para un competidor, Paramount hizo sus cartas de renuncia y exigió el pago de sus préstamos, dejando al estudio en bancarrota y removiendo oficialmente a los Fleischer del control del estudio. Max Fleischer se convirtió en empleado del estudio Jam Handy, y Isadore Sparber, Dan Gordon, y el yerno de Max, Seymour Kneitel, se convirtieron en los nuevos directores del estudio, que fue movido de Miami a Nueva York en 1943. Los Fleischer nunca más fueron grandes personajes dentro de la industria, pero sus trabajos y personajes han mantenido su popularidad, y en los años 1980, los hermanos fueron reconocidos como los pioneros en animación que fueron.
Fleischer Studios es hoy en día solo una compañía de nombre, estando a cargo de las licencias de personajes como Betty Boop y Koko el payaso.

## Derechos de autor
El tema correspondiente a los derechos de los trabajos de Fleischer/Famous Studios es complicado.  Con la excepción de los dibujos animados de Superman y Popeye, los trabajos de Paramount fueron originalmente vendidos a una compañía llamada U.M.&M. T.V. Corp. (que luego se convertiría en National Telefilm Associates [NTA] y Republic Pictures). U.M.&M. (al igual que su sucesor NTA) alteró los negativos originales de la mayoría de los dibujos animados y modificó la secuencia de créditos, borrando todas las referencias a Paramount o creando nuevos pero baratos créditos. Los historiadores de animación y fanáticos deben saber que esta no era la manera en que los dibujos animados originales serían mostrados.
En 1958, los dibujos animados entre 1950 y 1958 fueron vendidos a Harvey Comics, que también compró los de 1958 a 1962 (hoy en día son de DreamWorks Classics). Los derechos de autor de los dibujos animados no fueron renovados por Famous ni Paramount, y como resultado la mayoría de estos quedó en el dominio público. Estos incluyen la serie Color Classics, la serie de Superman, y las dos películas animadas. La serie de Popeye no quedó en el dominio público ya que la marca registrada se hizo cumplir por King Features Syndicate y los dibujos animados adquiridos por Associated Artists Productions (que se volvió parte de United Artists), incluyendo Popeye Color Specials (Popeye the Sailor Meets Sindbad the Sailor, Popeye the Sailor Meets Ali Baba's Forty Thieves, y Aladdin and His Wonderful Lamp).
La mayoría de los dibujos animados en color de los hermanos Fleischer han estado disponibles en video desde los años 1980, casi siempre son videos baratos (y de poca calidad) que se venden en supermercados u otras tiendas como parte de una colección de otros trabajos en el dominio público. Los fanáticos de la animación y la UCLA Film and Television Archive han trabajado para dar a los dibujos animados de Fleischer Studios el crédito que merecen, y se han hecho ediciones de gran calidad para la televisión por cable, video y DVD. Muchos de estos capítulos restaurados contienen los créditos originales.
Aproximadamente la mitad de los capítulos de Betty Boop y Out of the Inkwell/Inkwell Imps están en el dominio público, pero no están disponibles ya que los productores de hoy en día piensan que los dibujos animados en blanco y negro y sin sonido no atraen a los niños. Algunos de estos trabajos han aparecido en versiones restauradas (con sus créditos originales).
En cualquier caso, DC Comics (a través de Warner Bros.) ahora es dueño de la serie original de Superman, mientras que Turner Entertainment (también a través de Warner Bros.) es dueño de la serie de Popeye (con la excepción de los cortos producidos para televisión que son de King Features Entertainment). Mientras tanto, Paramount (a través de Republic, ya que el estudio Viacom, adquirió en 1999), con un tono de ironía, ahora es dueño de los trabajos originales entre 1927 y 1950, trabajos que ellos mismos estrenaron (en adición a los cortos entre 1962 y 1967 de los cuales conservaron los derechos). Paramount también es dueño de los derechos de video, heredándolos de su compañía hermana Republic (la licencia previa era de Lions Gate Home Entertainment hasta septiembre de 2005, cuando Paramount quedó con ellos). Aunque han salido trabajos oficiales en los años 1980 de Betty Boop en VHS y LaserDisc por Live Entertainment (predecesor de Lions Gate), y dibujos animados selectos de Superman por Warner Home Video, pasará largo tiempo hasta que salga una nueva compilación en DVD de los trabajos debido a Republic y los cambios de licencia.
En la actualidad, Fleischer Studios opera como una empresa que sigue manteniendo los derechos de Betty Boop y sus personajes asociados, tales como Koko el payaso, Bimbo y Grampy. Está dirigida por el nieto de Max Fleischer, Mark, que supervisa las actividades de comercialización. El King Features Syndicate licencia personajes Fleischer en diversos productos.